# Gerard Hallock
Pour l’article homonyme, voir Gerard Hallock (hockey sur glace).
Gerard Hallock (1800-1866) est un journaliste américain qui a joué un rôle important dans le développement de New York et de la place financière de Wall Street et qui fut l'un des cofondateurs de l'Associated Press, la première agence de presse américaine.
Avec son ami David Hale, il a racheté et dirigé le Journal of Commerce, puis eut l'idée du Pony express de Nouvelle-Écosse, pour lequel sera formée la New York Associated Press, ancêtre de l'Associated Press, association de six journaux dont il fut le premier président.

## Biographie
En 1824, il emprunte 300 dollars à son ami David Hale pour fonder l'hebdomadaire Boston Telegraph, qui fusionne l'année suivante avec le Boston Recorder, le journal de Sidney Morse, frère de l'inventeur du télégraphe Samuel Morse. Deux ans après la fusion, il vend la moitié du journal pour 7 000 dollars et rejoint les frères Morse à New York, qui ont pris le contrôle du Journal of Commerce. Il devient propriétaire à 50 % de l’Observer de New York.
Fin 1828, Gerard Hallock est avec Arthur Tappan, les frères Morse et David Hale aux manettes du Journal of Commerce, qui achète un petit schooner, bateau rapide et léger, à qui on donne le nom du journal, avec pour mission d'intercepter les gros navires apportant des journaux d'Europe et s'informer avant tout le monde. C'est le moyen pour Wall Street, fondée en 1792, de devenir une place financière en avance sur la Bourse de Philadelphie, qui est encore au début du XIXe siècle la capitale et la plus grande ville des États-Unis. L'affaire marche bien et un second bateau, plus rapide encore, est acheté et baptisé The evening edition. Les journaux concurrents affrètent à leur tour un bateau, nommé le News Boy.
Pour aller encore plus rapidement à la rencontre des navires, cueillir les nouvelles puis les transmettre, Hollock et Hale installent un sémaphore sur une hauteur de Sandy Hook, afin de communiquer par télégraphe optique jusqu'à Staten Island, puis Wall Street.
En 1833, ils créent le Pony express New York - Philadelphie: huit cavaliers se relaie sur le trajet entre la capitale fédérale et le grand port de la côte Ouest, afin d'acheminer à cheval les nouvelles du congrès et les décisions du gouvernement. Le système fonctionne tellement bien que le gouvernement américain décide de se l'approprier, laissant le se lancer dans une autre liaison, entre Washington et New York, avec 24 chevaux, qui est le plus souvent réalisée en moins de 24 heures.
En 1840, c'est le concurrent James Gordon Bennett, du New York Herald, qui lance un système de pony express avec pigeons voyageurs entre New York et Albany pour les messages du gouverneur. En juillet 1840, le premier navire à vapeur de la Cunard, le Britannia, commence à naviguer entre Liverpool et Boston, marquant le début d'un service régulier avec des navires à vapeur pour les passagers et les cargaisons. La Cunard doit faire face à de nombreux concurrents au Royaume-Uni, en France, aux États-Unis et en Allemagne, mais elle reste un des leaders du marché des transatlantiques.

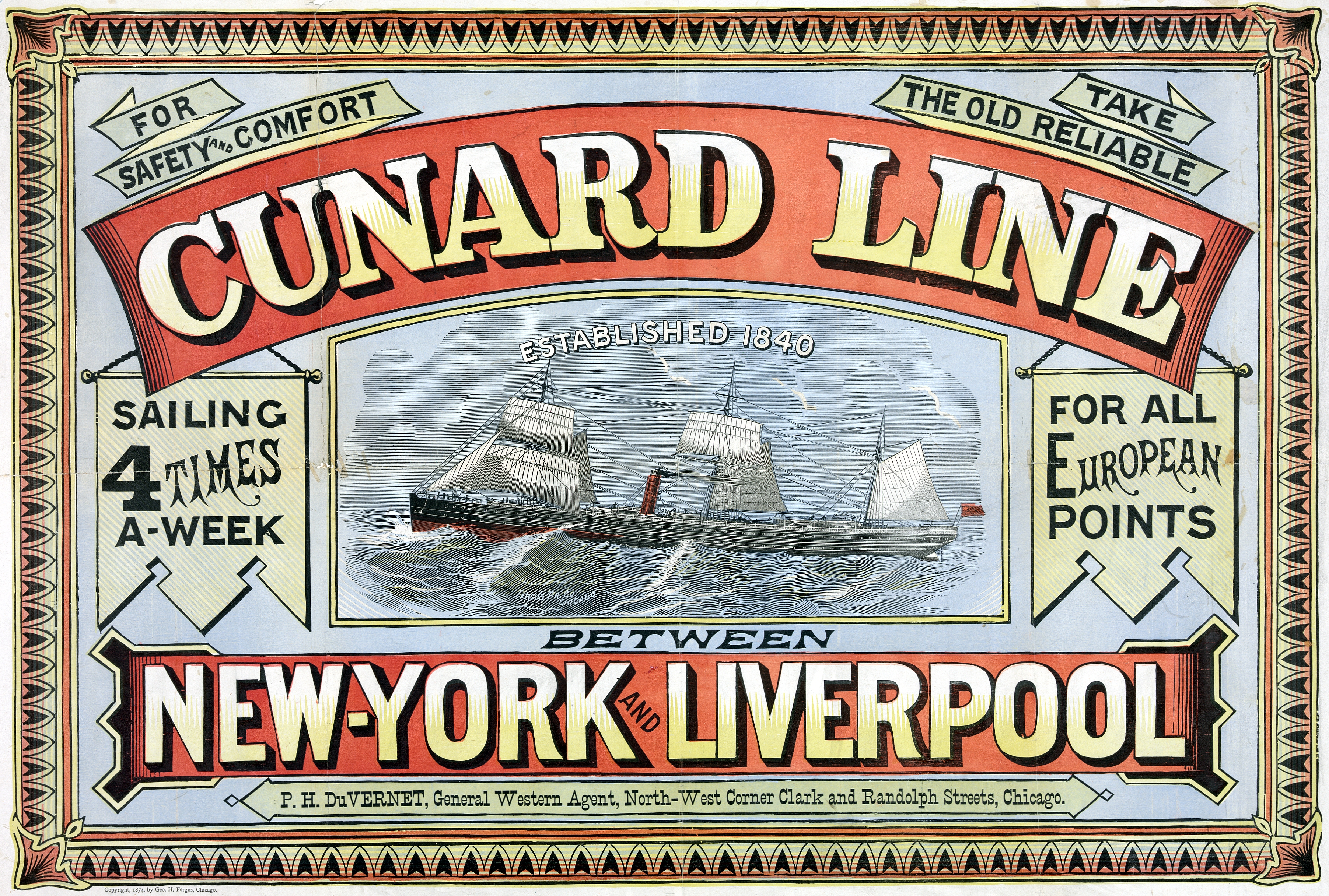
Affiche de la Cunard Line de 1875.

Bennett va à la rencontre des navires, collecte les nouvelles, les transmet par pigeon voyageur vers le port d'où un "pony express" les transmet à New York.
Lorsque l'"Harbor Associated Press", créée sous l'impulsion de Moses Yale Beach (1800–68), devient en 1956 la « New York Associated Press » (NYAP), Gerard Hallock en prend la présidence.
Il perd son ami David Hale le 20 janvier 1849 quelques jours avant la mise en place du Pony express de Nouvelle-Écosse par pour le compte de la New York Associated Press. Ce système permet, à partir de février 1849, de relier à cheval Halifax, le seul grand port canadien libre de glaces toute l'année à Digby, de l'autre côté de la péninsule de Nouvelle-Écosse. Les six journaux réunis au sein de l'agence se partageant les frais : plusieurs cavaliers se relaient pour relier à bride abattue Halifax à Victoria Beach, près de Digby, à 243 kilomètres à l'ouest, en traversant la Nouvelle-Écosse de part en part, pendant onze heures et demie. De Digby, un steamer rapide, le Buena Vista traverse la baie de Fundy pour arriver à Saint-Jean au Nouveau-Brunswick, terminus d'une ligne télégraphique nouvellement construite. De là les nouvelles sont télégraphiées à New York.
Abolitionniste convaincu, Gerard Hallock n'en critique pas moins la stratégie du parti républicain lorsque éclate la guerre de Sécession en 1861, déclenchant la colère du gouvernement qui suspend tous leurs privilèges en matière de tarifs postaux, ce qui entraîne la suspension de la publication. Il est traduit devant un "grand jury", devant lequel il souligne que la guerre qui commence est tout sauf une « guerre sainte ». En 1964, Abraham Lincoln ordonne même sa fermeture.